# Mons Rümker

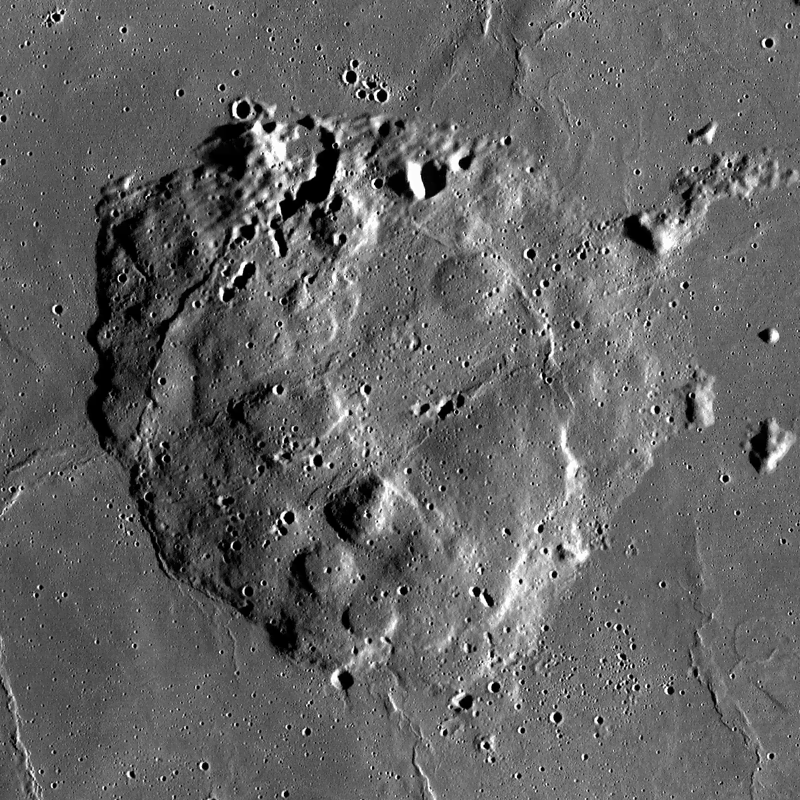
Mons Rümker: Zusammengesetztes Bild von Fotos der NASA-Sonde Lunar Reconnaissance Orbiter

Der Mons Rümker ist ein Vulkangebirge auf dem Erdmond, seit 1935 nach dem deutschen Astronom Carl Rümker benannt. Er liegt an der Grenze des Oceanus Procellarum zur Sinus Roris, weist einen Durchmesser von rund 70 km auf und erreicht eine Höhe von 1100 m über der Ebene.
Einzigartig ist, dass dieses Bergmassiv aus mehreren vulkanischen Domen zusammengesetzt ist.

## Nebenkrater
Anders als bei Mondbergen sonst üblich, sind Rümker eine Reihe von sogenannten Nebenkratern zugeordnet.
| Buchstabe | Position           | Durchmesser | Link |
| --------- | ------------------ | ----------- | ---- |
| C         | 41,56° N, 58,07° W | 4 km        |      |
| E         | 38,62° N, 57,12° W | 7 km        |      |
| F         | 37,25° N, 57,27° W | 5 km        |      |
| H         | 40,32° N, 52,74° W | 4 km        |      |
| K         | 42,24° N, 56,02° W | 3 km        |      |
| L         | 43,55° N, 57,31° W | 3 km        |      |
| S         | 42,57° N, 63,05° W | 3 km        |      |
| T         | 42,5° N, 64,71° W  | 3 km        |      |

## Geologie
Mons Rümker beförderte, während er aktiv war, fast 2000 km³ basaltisches Magma auf die Mondoberfläche, eine relativ große Menge für einen Mondvulkan.
Diese Menge verteilt sich auf mindestens vier große Vulkanausbrüche vor 3,44 Milliarden Jahren, 3,40 Milliarden Jahren, 2,14 Milliarden Jahren und 2,03 Milliarden Jahren, die Basaltschichten mit – von unten nach oben – einer Dicke von durchschnittlich 230 m, 70 m, 4 m und 36 m erzeugten.
Am 1. Dezember 2020 landete die chinesische Sonde Chang’e 5 in der Ebene östlich des Nebenkraters Rümker K, 20 km westlich der Mondrille Rima Sharp nahe dem Massiv Louville Omega.
Die Landestelle wurde am 19. Mai 2021 von der Internationalen Astronomischen Union nach dem alten chinesischen Sternbild Tianchuan (天船 bzw. „Himmelsschiff“, die heutigen Sternbilder Perseus und Giraffe) Statio Tianchuan benannt,
Louville Omega nach dem Gebirge Heng Shan in Hunan in Mons Heng umbenannt.
Ein kleinerer Krater direkt bei der Landestelle wurde nach dem mingzeitlichen Gelehrten Xu Guangqi benannt,
ein weiterer Krater in gerader Linie zu Rümker K nach dem Mathematiker Liu Hui der Wei-Dynastie.
Ein Krater nördlich der Landestelle und östlich von Rümker L wurde nach dem Geographen Pei Xiu (裴秀) der Westlichen Jin-Dynastie benannt,
ein weiterer Krater östlich davon nach dem Astronomen Shen Kuo, dem Erfinder des Kompasses und bedeutendsten Wissenschaftler der Song-Dynastie.
Ein Krater östlicher der Rima Sharp wurde nach dem Enzyklopädisten Song Yingxing (宋应星) der späten Ming-Dynastie benannt.
Die Sonde sammelte dort 1731 g Bodenproben ein und brachte sie am 16. Dezember 2020 wieder zurück zur Erde. Ein internationales Team von Wissenschaftlern um Liu Dunyi (刘敦一, * 1937) von der Akademie für Geowissenschaften des Chinesischen Amts für geologische Untersuchungen (中国地质调查局中国地质科学院) und Alexander Nemchin von der australischen Curtin University, der bereits die von Apollo 14 zurückgebrachten Proben untersucht hatte, erhielt im Rahmen des regulären Vergabeprozesses am 12. Juli 2021 zwei etwa 3 bis 4 mm große Basaltstückchen aus dem Material.
Über einen Vergleich des Blei-Isotopen-Verhältnisses an 50 Stellen von jeweils 7 μm Durchmesser auf beiden Felsstückchen – Liu Dunyi ist Chinas führender Experte auf diesem Gebiet – gelang es, das Alter der Proben auf 1,963 Milliarden Jahre plus/minus 57 Millionen Jahre zu bestimmen.
Das bedeutet, dass der Boden am Mons Rümker fast eine Milliarde Jahre jünger ist, als alles Material, das von den Apollo- und Luna-Missionen zurückgebracht wurde, und ebenfalls jünger als die auf der Erde gefundenen Mondmeteoriten. Dies wiederum bedeutet, dass der Vulkan noch bis in die jüngere Vergangenheit aktiv gewesen sein muss, was auch dadurch bestätigt wird, dass es auf dem von Lava bedeckten Boden deutlich weniger Krater gibt, als an anderen Orten des Mondes. Durch die genaue Altersbestimmung des Materials ist es nun möglich, die Zahl der Krater als Maß für das Alter vergleichbarer Stellen auf dem Mond, aber auch auf anderen Himmelskörpern wie dem Mars, zu verwenden.
Das Alter der Krater in dem Gebiet, wo die Bodenproben entnommen wurden, wurde von einer Gruppe um Qian Yuqi (钱煜奇) von der Chinesischen Universität für Geologie (中国地质大学) in Wuhan anhand ihrer Morphologie, Morphometrie und Degradation auf etwa 200 Millionen Jahre, also das Kopernikanische Zeitalter bestimmt. Die oberste, etwa 4–6 m dicke Bodenschicht besteht aus Auswurfmaterial, in unmittelbarer Nähe der Landestelle vom Krater Xu Guangqi, in der weiteren Umgebung von Copernicus, Harpalus, Aristarchus und Mairan G.
Ein unerwartetes Ergebnis der Untersuchungen war, dass die Bodenproben vom Mons Rümker im Vergleich zu den Apollo- und Luna-Proben keinen erhöhten Gehalt an Uran, Thorium und dem Kalium-Isotop 40K bzw. KREEP aufwiesen. Zur Einordnung: Die Bodenproben, die 1971 bei der Mission Apollo 14 nördlich des Fra-Mauro-Kraters eingesammelt wurden, hatten mit 3,8 bzw. 13 mg/kg einen zweieinhalbmal so hohen Gehalt an Uran und Thorium wie die Chang’e-5-Proben (1,41 bzw. 4,72 mg/kg).
Bislang nahm man an, dass es diese radioaktiven Elemente waren, die den Vulkanismus in Gang hielten. Nun versucht man, alternative Erklärungen zu finden. Möglicherweise erhitzten Gezeitenkräfte von der Erde das Innere des Mondes.
Vor zwei Milliarden Jahren war der Mond nur halb so weit von der Erde entfernt wie heute; der Gezeiteneffekt war damals deutlich größer. Es ist jedoch nicht klar, warum nur die Gegend um den Mons Rümker von diesem Effekt betroffen gewesen sein sollte, und nicht auch andere Gebiete auf dem Mond.
Die von der Gruppe um Liu Dunyi und Alexander Nemchin untersuchten Proben wurden bis Juli 2022 im Zentrum für Sekundärionen-Massenspektrometrie (北京离子探针中心) in Peking, auch bekannt als Beijing SHRIMP Center, aufbewahrt und gingen dann an die Nationale Raumfahrtbehörde Chinas zurück. Außerdem können bei den etwa alle zwei bis vier Monate stattfindenden Vergaberunden weitere Proben für Untersuchungen beantragt werden.

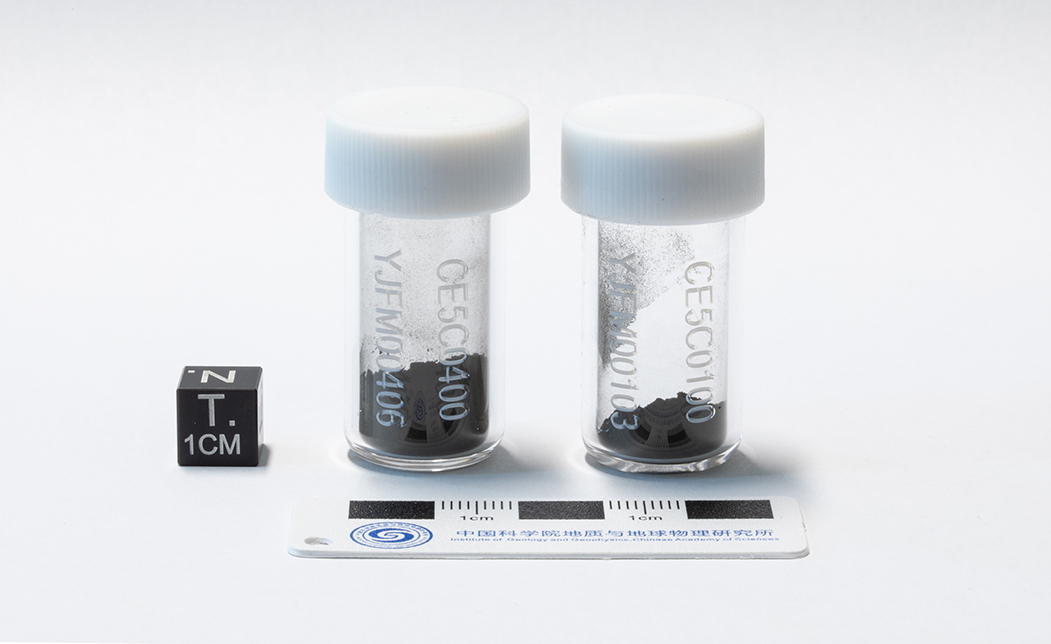
Die von der Gruppe um Tian Hengci untersuchten Bodenproben

Eine weitere Gruppe um Tian Hengci (田恒次) vom Institut für Geologie und Geophysik der Chinesischen Akademie der Wissenschaften konnte in einer anderen Basaltprobe aus dem von Chang’e 5 zurückgebrachten Material ebenfalls kein Kalium feststellen, nur Metalle der Seltenen Erden,  kein KREEP, sondern REE. Die Wissenschaftler schlugen am 19. Oktober 2021 in der britischen Fachzeitschrift Nature die Hypothese vor, dass später Vulkanismus wie am Mons Rümker nicht notwendigerweise von radioaktiven Elementen verursacht wurde, sondern dass das Innere des Mondes langsamer abgekühlt war als bislang angenommen.
Auch eine Gruppe um Li Qiuli (李秋立, * 1977) vom selben Institut berichtete am 19. Oktober 2021 in Nature über einen unerwartet niedrigen Gehalt an KREEP in den ihnen ausgehändigten Proben. Bei der Altersbestimmung kam diese Gruppe auf 2,03 Milliarden Jahre plus/minus 4 Millionen Jahre.
Eine der möglichen Ursachen, die für den lang anhaltenden Vulkanismus am Mons Rümker in Erwägung gezogen wurden, war ein hoher Wassergehalt im Mantelgestein unter dem Vulkan, der den Schmelzpunkt des Gesteins gesenkt hätte. Wassereinschlüsse in der Größenordnung von 615–1410 ppm wurden bereits 2011 in von Apollo 17 zurückgebrachtem Gestein festgestellt, das sich bei Vulkanausbrüchen vor etwa 3,7 Milliarden Jahren gebildet hatte, dem sogenannten „Orange Soil“.
Wissenschaftler um Hu Sen (胡森, * 1983) vom Schwerpunktlabor für Geophysik und Planetologie am Institut für Geologie und Geophysik fanden in Proben von Chang’e 5  jedoch nur einen maximalen Wassergehalt von 283±22 ppm, was an der unteren Grenze für derartiges Gestein liegt. Die Forscher schließen daraus, dass der Mantel unter dem Mons Rümker durch frühere Eruptionen bereits dehydriert wurde. Wasser in den tiefen Gesteinsschichten konnte also keine Ursache für den späten Vulkanismus sein.
Nichtsdestotrotz ist der Wassergehalt in dem tiefliegenden Gestein am Mons Rümker höher als an der Oberfläche. Forscher um Lin Honglei (林红磊, * 1992), ebenfalls vom Schwerpunktlabor für Geophysik und Planetologie, fanden bei einer Auswertung von Aufnahmen des Spektrometers auf dem Lander von Chang’e 5 in einem auf der Oberfläche liegenden Felsbrocken einen mit 181 ppm deutlich höheren Wassergehalt als in dem Regolith rund um den Felsen, wo der Wassergehalt teilweise unter der Nachweisgrenze lag. Während das Wasser auf der Mondoberfläche durch Interaktion der Protonen aus dem Sonnenwind mit dem Sauerstoff in den Oxiden des Oberflächenmaterials ständig neu gebildet wird, wenn auch in sehr geringem Maße, gehen die Forscher davon aus, dass das Wasser in dem von ihnen untersuchten Felsen mit diesem aus der Tiefe kam.